# Raka (Ambla)
Raka – wieś w Estonii, w prowincji Järva, w gminie Ambla.